# Viellepinte (Pyrénées-Atlantiques)
Pour les articles homonymes, voir Viellepinte.
Viellepinte est une ancienne commune française du département des Pyrénées-Atlantiques. Le 25 juin 1844, la commune fusionne avec Pontiacq pour former la nouvelle commune de Pontiacq-Viellepinte.

## Géographie
Viellepinte est situé à l'extrême est du département et à vingt-cinq kilomètres de Pau.

## Toponymie
Le toponyme Viellepinte, ancienne commune de Pontiacq, apparaît sous les formes 
Villa-Picta (1270, cartulaire du château de Pau), 
Biela-Pinte (1429, censier de Bigorre), 
Vielapinta (1549, réformation de Béarn), 
Bielepinte (1737, dénombrement de Maure) et 
Vielle-Pinte (1801, Bulletin des lois).

## Histoire
Paul Raymond note qu'en 1385 Viellepinte comptait quatorze feux et dépendait du bailliage de Morlaàs.

## Démographie
| 1793 | 1800 | 1806 | 1821 | 1831 | 1836 |
| ---- | ---- | ---- | ---- | ---- | ---- |
| 123  | 103  | -    | 120  | 161  | 160  |

## Culture et patrimoine

### Patrimoine civil
La ferme dite maison Gachie fut construite en 1809. La ferme Clos est quant à elle un édifice du XVIe siècle remanié au XVIIIe siècle.

### Patrimoine religieux
L'église Saint-Paul date partiellement du XVIe siècle. Elle recèle du mobilier inscrit à l'Inventaire général du patrimoine culturel.

## Pour approfondir